# La ciudad se defiende
La ciudad se defiende (en italiano, La città si difende) es una película policíaca italiana de 1951  dirigida por Pietro Germi y protagonizada por Gina Lollobrigida, Renato Baldini y Cosetta Greco. El film ganó el Premio a la mejor película italiana en el Festival Internacional de Cine de Venecia de 1951.

## Argumento
Los cuatro personajes principales roban una taquilla en un estadio durante un partido de fútbol de la asociación, luego dividen el botín y se separan. La película sigue sus esfuerzos por evadir a la policía, complicados por el hecho de que no son criminales profesionales.

## Reparto
- Gina Lollobrigida como Daniela
- Renato Baldini como Paolo
- Cosetta Greco como Lina
- Paul Muller como Guido
- Enzo Maggio Jr. como Alberto
- Fausto Tozzi como Luigi
- Tamara Lees como Tamara
- Emma Baron como madre de Alberto
- Ferdinando Lattanzi como padre de Alberto